# Nacionalna knjižnica Kosova
Nacionalna knjižnica Kosova najviša je knjižničarska institucija na Kosovu, a nalazi se u Prištini. 
Misija Nacionalna knjižnica Kosova je sakupljati, čuvati, promovirati i učiniti dostupnim dokumentarno i intelektualno nasljeđe. Knjižnica je poznata po jedinstvenoj povijesti i stilu zgrade, koju je projektirao hrvatski arhitekt Andrija Mutnjaković.
Zbirke kršćanske i muslimanske vjerske zajednice smatraju se najstarijim arhivskim knjižnicama na Kosovu. Nacionalna knjižnica službeno je otvorena u studenom 1944. godine u Prizrenu. Godine 1982. preseljena je u sadašnju zgradu u Prištini, a više puta je mijenjala ime.
Tijekom devedesetih godina 20. stoljeća, korištena je za smještaj velikog broja izbjeglica iz Bosne i Hercegovine, koji su izbjegli tijekom raspada SFRJ. Nakon NATO-ova bombardiranja SRJ u lipnju 1999. godine otkriveno je, da je Jugoslovenska vojska koristila Nacionalnu knjižnicu kao zapovjedno središte.
Poslije rata na Kosovu postojala je velika želja za rekonstrukcijom zgrade i ponovnim uspostavljanjem knjižničarskih usluga na svim razinama. To je postignuto uz pomoć posebne grupe stručnjaka iz Unescoa, Vijeća Europe i Međunarodne federacije knjižničarskih udruženja i institucija.
Postoje kontradiktorna mišljenja o stilu gradnje. Sadašnja zgrada Nacionalne knjižnice Kosova svečano je otvorena 25. studenoga 1982. godine. Projektirao ju je hrvatski arhitekt Andrija Mutnjaković. Njen prostor sastoji se od 16 500 kvadratnih metara. Izrađena je sa zenit prozorima, s ukupno 99 kupola različitih veličina i u potpunosti je pokrivena metalnom mrežom, koja ima svoju posebnu arhitektonsku simboliku. U njoj se nalaze dvije čitaonice s 300, odnosno 100 mjesta, čitaonica za periodiku, prostorije za posebne zbirke, katalogizaciju i istraživanje, amfiteatar s 150 mjesta i dvorana za sastanke sa 75 mjesta. Knjižnica ima kapacitet za oko dva milijuna svezaka. 

## Galerija
- Glavna dvorana
- Jedan od amfiteatara
- Jedna od čitaonica
- Stepenište
- Pogled izvana
- Noću